# Siphonophora parvula
Siphonophora parvula är en mångfotingart som beskrevs av Loomis 1964. Siphonophora parvula ingår i släktet Siphonophora och familjen Siphonophoridae. Inga underarter finns listade i Catalogue of Life.